# Parirazona brusqueana
Parirazona brusqueana är en fjärilsart som beskrevs av Józef Razowski och Becker 1993. Parirazona brusqueana ingår i släktet Parirazona och familjen vecklare. Inga underarter finns listade i Catalogue of Life.